# Уткин, Юрий Аркадьевич
Ю́рий Арка́дьевич У́ткин (род. 24 июня 1964, Пермь) — российский политик. Председатель Пермской городской думы 6-го созыва (2016—2020), заместитель секретаря регионального отделения партии «Единая Россия» Пермского края.

## Биография
В 1987 году окончил Пермский медицинский институт, по специальности «врач гигиенист-эпидемиолог».
1987—1999 годы — служил на врачебных и руководящих должностях в УИС МВД РФ, МЮ РФ. Майор внутренней службы в запасе.
1999—2004 годы — заместитель главного врача по поликлинике МУЗ ГКБ № 4 города Перми. Врач высшей квалификационной категории.
В 2000 году окончил Российскую Академию государственной службы при Президенте РФ по специальности «государственное и муниципальное управление». Действительный государственный советник Пермского края 2 класса.
2004—2007 годы — работал на руководящих врачебных должностях в группе предприятий «Урал-АИЛ» (Пермь), ЗАО «Национальное Телемедицинское Агентство» (Москва).
2007—2010 годы — заместитель председателя Правительства Пермского края по вопросам развития человеческого потенциала, по экономическому развитию.
2010—2011 годы — заместитель руководителя Администрации губернатора Пермского края, советник председателя Правительства Пермского края.
С 2011 года член «Единой России». С 2016 года заместитель секретаря регионального отделения партии в Пермском крае по политическому планированию и проектной работе. С декабря 2017 года член генерального совета «Единой России».
С 13 марта 2011 года депутат Пермской городской думы V созыва по 35 округу. Заместитель Председателя Пермской городской думы.
С 18 сентября 2016 года депутат Пермской городской думы VI созыва по 22 округу. С 4 октября 2016 года по 27 октября 2020 года председатель Пермской городской думы.
Председатель наблюдательного совета ДЮСШ «Урал-Грейт-Юниор».
Член Правления фонда «Белая гора». Вице-президент Союза промышленников и предпринимателей Пермского края «Сотрудничество».
Женат, есть сын.